# Port de Chancay
El port de Chancay és una terminal de contenidors i un complex logístic portuari situat a la ciutat peruana de Chancay. Va ser construït per Cosco Shipping Ports Chancay Perú SA, una corporació formada per l'empresa estatal xinesa d'enviaments i logística COSCO Shipping Ports en associació amb l'empresa peruana Volcan Compañía Minera. El port forma part de la Iniciativa del Cinturó i Ruta de la Seda i, segons la legislació peruana, es considera un port privat d'ús públic, atorgant a l'operador l'exclusivitat per a la prestació dels serveis portuaris.
El port es troba aproximadament a 60 quilòmetres al nord de Lima, i es van invertir un total de 3.300 milions d'euros en la construcció de les seves instal·lacions.

## Història
El 2019, Volcano Mining i COSCO Shipping van anunciar l'execució d'un acord de col·laboració comercial per avançar en el projecte. La participació de l'empresa xinesa va facilitar-ne la reconstrucció i expansió amb un nou disseny. Després de l'aportació de capital de COSCO Shipping Ports, l'empresa va adquirir una participació del 60% del projecte i la propietat de l'empresa peruana Volcano Mining es va reduir al 40%.
La primera fase del port es va acabar a finals de 2024 i es va inaugurar el 14 de novembre de 2024. Seguint les directrius dels dos caps d'estat per a l'obertura del port, el vaixell COSCO Perú i el vaixell New Shanghai van iniciar les operacions de descàrrega.

## Estructura i context empresarial
En la primera fase d'expansió, es poden manipular al voltant d'un milió de contenidors a l'any. El port de Chancay posseeix avantatges importants en comparació amb altres ports del Pacífic Sud: un calat natural de 17,8 metres i una posició geogràfica estratègica a la costa central del Perú, a prop del port de Callao i l'aeroport internacional Jorge Chávez, a més, pot acomodar vaixells amb capacitats superiors a 18.000 TEU. La fase inicial compta amb de quatre molls amb una longitud de 400 metres.
El projecte portuari consta de la zona d'operacions portuàries, destinada a les activitats d'embarcament, i el complex d'entrada, que engloba el port de vehicles, la zona d'inspecció duanera, les oficines administratives, la zona de serveis de logística i suport, i el túnel d'interconnexió amb la carretera Panamericana.
La República Popular de la Xina va construir el port com a porta d'entrada a Amèrica del Sud amb motiu de l'interès en aquest continent ric en recursos naturals. L'empresa minera peruana Volcan disposa d'una participació del 40% de l'empresa i COSCO Shipping és propietària del 60% restant. El Congrés de la República del Perú va aprovar una llei que atorgava a Cosco l'ús exclusiu del port, fet que va despertar certa polèmica al Perú amb relació a la creixent influència xinesa.
El president xinès Xi Jinping va afirmar que el port generaria 4.500 milions de dòlars anuals i crearia 8.000 llocs de treball. El parc industrial de Chancay i el port polivalent estan previstos per a una construcció simultània. Ambdós establiran un pol industrial amb multifuncionalitat integrada, que inclourà la logística, les zones industrials, els complexos tecnològics i de serveis i les àrees residencials. Chancay Park es desenvoluparà en quatre fases: la fase inicial se centrarà en la logística i l'emmagatzematge, mentre que les fases posteriors posaran èmfasi en el desenvolupament industrial. La fase final suposarà la implantació immobiliària.